# انجیل

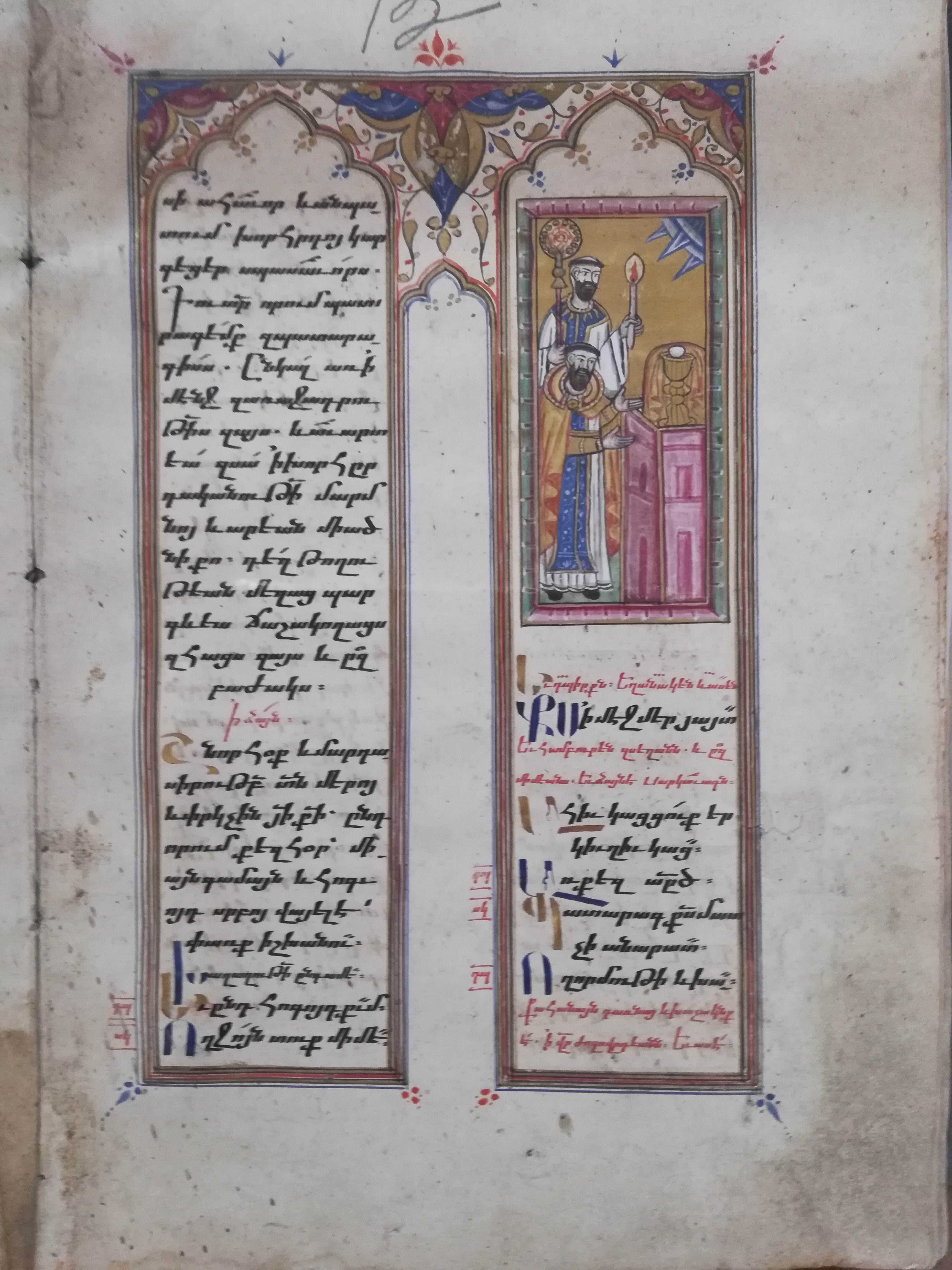
یک صفحه از انجیل در کلیسا وانک

اِنجیل (عربی شده واژهٔ یونانی εὐαγγέλιον «اِئوانگِلیون» euangelion، به معنای خبر خوش یا مژده)، شرحی از زندگی و آموزه‌های عیسی است. چهار انجیل اصلی، یعنی انجیل متی، مرقس، لوقا و یوحنا در کنار یکدیگر انجیل‌های عهد جدید از کتاب مقدس هستند؛ و احتمالاً بین سال‌های ۶۶ تا ۱۱۰ میلادی نوشته شده‌اند. نام نویسندگان چهار انجیل مذکور مشخص نیست و این اسامی را در قرن دوم میلادی به آن‌ها داده‌اند. احتمال قریب به یقین هیچ‌کدام از نویسندگان این انجیل‌ها عیسی را از نزدیک نمی‌شناختند و هر چهار انجیل پس از نقل سینه به سینه، سرانجام مکتوب شده‌اند. به اتفاق مسیحیان عهد جدید را به عنوان کتاب آسمانی خود قبول دارند و مطالعه می‌کنند. نام این بخش به پیمانی اشاره دارد که آغازگر دورهٔ جدیدی از ارتباط خداوند با انسان است. خداوند طبق این پیمان شریعتی را که از طریق موسی عطا کرده بود برداشت( سفر خروج فصل ۱۹ آیه‌های ۵ و ۶) و ایمان به مسیح را شرط بخشایش گناهان انسان و رستگاری او قرار داد. نشانه و اصل محوری این پیمان، بخشش کلیه گناهان به واسطهٔ قربانی شدن عیسی مسیح( یعنی صورت بشری خداوند) است. عهد جدید علاوه بر چهار انجیل اصلی، کتاب اعمال رسولان، نامه‌های رسولان مسیح و کتاب مکاشفه را هم دربرمی‌گیرد. انجیل‌های دیگری هم در طول تاریخ نوشته شده‌است که همگی متاخرتر از چهار انجیل اصلی هستند. پروفسور درل باک عهد جدید پژوه معاصر ارزش این متون را به دلیل نگارندگان آن‌ها و زمان نگارششان می‌داند.

## بخش‌های عهد جدید

### انجیل‌های چهارگانه

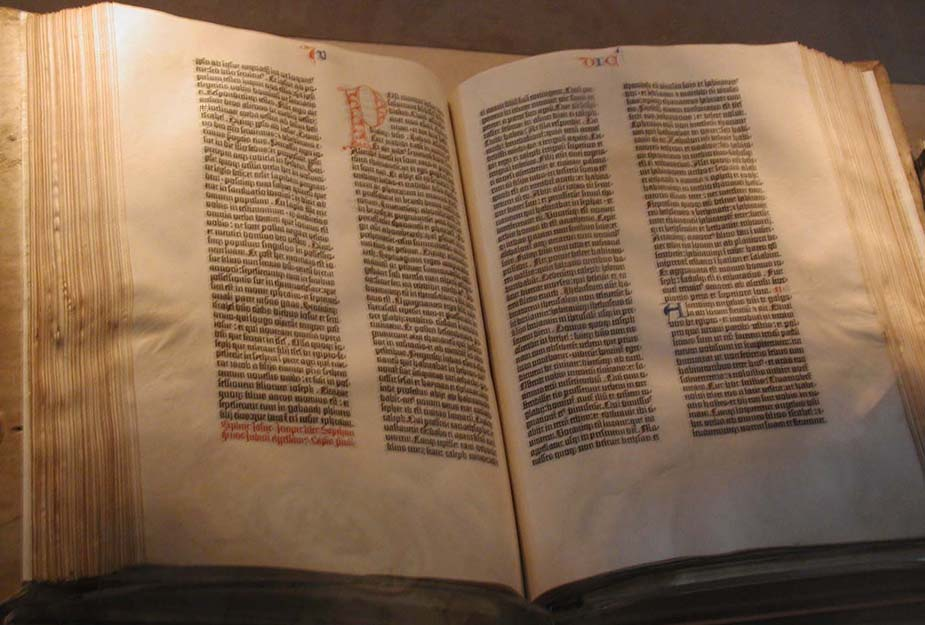
انجیل گوتنبرگ که در کتابخانه کنگره آمریکا نگهداری می‌شود.

واژه «انجیل» هم بر کل کتاب «عهد جدید» و هم بر چهار بخش ابتدایی کتاب یعنی زندگی‌نامه‌های مسیح، گفته می‌شود. چهار انجیل در واقع چهار روایت از زندگی عیسی مسیح است. دارای قسمت‌های مشترک بسیاری هستند اما تفاوت‌هایی نیز دارند. مسیحیان این چهار کتاب را «مانند چهار تصویر از مسیح ولی از زوایای مختلف» توصیف می‌کنند.

### کتاب اعمال رسولان
کتاب اعمال رسولان، یکی از کتب تاریخی کتاب مقدس، شرح رویدادهایی است که در دوران پس از مسیح رخ داده‌اند. از جملهٔ این وقایع، نزول روح القدس، ایمان آوردن پولس، شهادت استیفان، موعظات حواریون مسیح و دیگر رویدادهای پیرامون کلیسای اولیهٔ و حواریون است. این اثر به دست لوقا نگاشته شده‌است.

### نامه‌های حواریون مسیح
نوایمانان مسیحی و کلیساهای نوبنیاد در ابتدای گسترش مسیحیت، به خاطر نبودن راهنمایی‌های ایمانی لازم و وجود مخالفان بسیار، دچار مشکلات عمده‌ای می‌شدند. از آن جمله است: مسائل مربوط به مراسم نیایش و چگونگی برگزاری آن، پیدا شدن پیشوایان دروغین، آزار و اذیت و شکنجه و تهدید و حتی قتل ایمانداران توسط رومیان یا بت‌پرستان و سایر فرقه‌های مذهبی و… هدف از نگارش این نامه‌ها هدایت این نوایمانان، یادآوری و تبیین مفاهیم کتاب‌مقدس و مطلع شدن از رویدادهای مناطق مختلف بود.
این بخش نامه‌های پولس رسول، یوحنای حواری، پطرس حواری، یعقوب و یهودا برادران (ناتنی) عیسی و رسالهٔ عبرانیان را دربرمی‌گیرد.

### کتاب مکاشفه یوحنا
این کتاب شرح سفری است که یوحنا در رؤیا و به هدایت روح القدس در آن به عرش خداوند دارد و در آن به توصیف عرش خداوند و جایگاه مسیح و پیش‌بینی وقایع آخرالزمان می‌پردازد.

## انجیل‌های مشکوک/جعلی
(۱) انجیل مصریان ق ۲ میلادی (۲) انجیل عبریان  (۳) انجیل پطرس ق ۲ م (۴) انجیل دوازده ق ۲ م (۵) انجیل اندریو (۶) انجیل برنابا (۷) انجیل برتولوماس (۸) انجیل جیمس (۹) = تدیوس (۱۰) = اپلس (۱۱) = باسیلیدس (۱۲) - کرینتوس (۱۳) = ابیونتس (۱۴) = حوا (۱۵) = یهودای اسخریوطی (۱۶) = انجیل حیوة (۱۷) = مریم (۱۸) = متیاس (۱۹) انجیل کمال (۲۰) انجیل فیلیپ (۲۱) = توماس (۲۲) انجیل راستی که در میان و النتیان متداول بوده (۲۳) = مارکیون (۲۴) انجیل نیقودیس (۲۵) انجیل مسیح

## پراکندگی
انجیل در تمام دنیا به صورت گسترده در دسترس است. «انجیل» به عنوان کتاب‌مقدس مسیحیان مشهور است، اگرچه کتاب مقدس عبری و انجیل مسیحیان درطی زمان‌های مختلف به بیش از ۲۱۰۰ زبان گوناگون ترجمه شده‌اند که این تعداد ترجمه بیش از هر کتاب دیگری است. بیش از شش میلیارد نسخه از کتاب انجیل از سال ۱۸۱۵ به فروش رفته که این کتاب را در صدر پرفروش‌ترین کتاب تمامی اعصار قرار داده‌است.

## الهیات
اگرچه کتاب‌های گوناگونی که جزو کتاب‌های مقدس مسیحیان محسوب می‌شوند مطالبی را ارائه می‌کنند که در روزگارهای تاریخی مختلف نوشته یا گفته شده‌اند، مسیحیت بر این نکته تأکید دارند که انجیل دارای پیامی الهی و پرمحتوا است.
در میان مسیحیان در مورد نحوه تفسیر مطالب مختلفی که در انجیل ذکر شده و معنای برخی توصیفات کلی که توسط سی. اس لوئیس ارائه شده در این بخش وجود دارد:
1. انسان در مواردی برخلاف خداوند عمل کرد و بنابراین مرتکب گناه شد.
2. از آنجایی که هیچ‌کسی از شر گناه در امان نیست امکان برقراری ارتباط مستقیم با خداوند وجود ندارد بنابراین خداوند خود را به شکلی قابل فهم برای انسان‌ها عرضه کرد.
3. خداوند به ابراهیم و فرزندانش دستور داد که به ابزاری برای رهایی بشر از خطرات موجود تبدیل شوند.
4. به همین منظور وی قانون هالاخا را به (موسی) اعطا کرد.
5. قوم بنی اسرائیل بارها مرتکب گناه شدند و توبه کردند و در عین حال پیامبران با درک درست قوانین به عنوان آموزه‌های اخلاقی و نه عامل زور مردم را هدایت کردند.
6. عیسی مسیح پیام مکتب موسی را به صورت عشق و مهر و رستگاری آدمیان ترسیم کرد.
7. پس از مرگ وی در روز رستاخیز پیروان وی در محضر خداوند حاضر می‌شوند.

## زبان اصلی
بیشتر پژوهندگان به تقدم یونانی عقیده دارند، یعنی بر این باورند که عهد جدید تقریباً به‌طور کامل ابتدا به زبان یونانی نوشته شده‌است، که زبان دست نوشته‌های آغازین به‌شمار می‌آید. اما برخی از کارشناسان به تقدم آرامی اعتقاد دارند، یعنی معتقدند انجیل اول بار به زبان آرامی نوشته شده‌است. برخی از دانشمندان کتاب مقدس، همچنین بر این باورند که برخی از فرازهای عهد جدید به خصوص انجیل متی، دارای اصلی آرامی نیز می‌باشند.

## نسخه‌های تاریخی

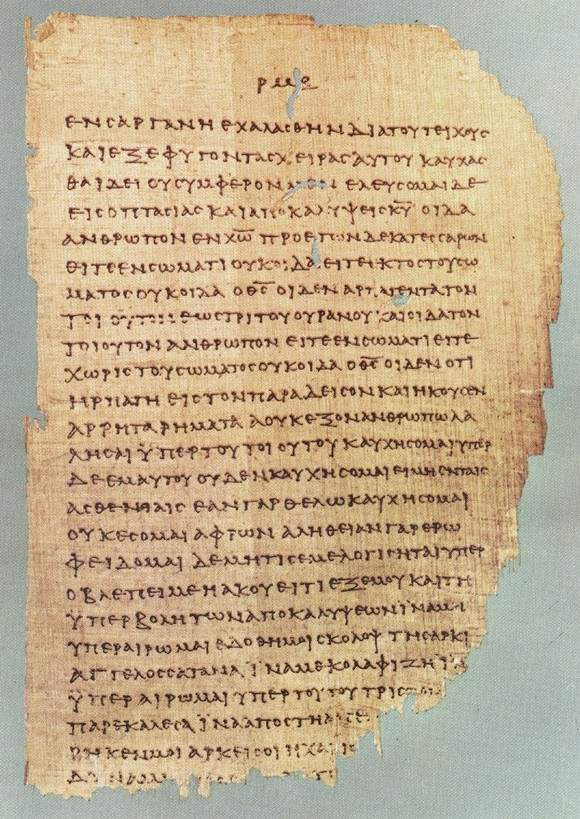
برگی از پاپیروس‌های چستربیتی که شامل دوم قرنتیان۱۱:۳۳–۱۲:۹ می‌باشد.

۵۶۸۶ نسخه با زبان اصلی، یعنی یونانی، و در کل ۲۴۹۷۰ دست‌نوشته از عهد جدید موجود می‌باشند. پیترز(فرانسیس ادواردز پیترز) اظهار می‌دارد که «اگر فقط سنت نسخ خطی را در نظر بگیریم، کتاب‌های که عهد جدید را تشکیل می‌دهند، بیش از هر کتاب دیگری در دوران باستان نسخه برداری شده و در گردش بوده‌است.»
هارولد گرینلی می‌نویسد:
 «شمار دست‌نوشته‌های موجودِ عهد جدید به گونه‌ای شگفت‌انگیز بیش از هر اثر ادبی دوران باستان می‌باشد… در سنجش با دیگر آثار ادبی باستان، قدیمی‌ترین دست‌نوشته موجودِ عهد جدید متعلق به دوره‌ای بسیار نزدیک‌تر به تاریخ نگارش متن اولیه می‌باشد.»
قدیمی‌ترین نسخ برجای مانده از عهد جدید، پاپیروسهایی می‌باشند که قدمت برخی به ۵۰ تا ۱۰۰ سال پس از اتمام نگارش متون قانون ثانی (یعنی سده دوم میلادی) می‌رسد. از جملهٔ آن‌ها پاپیروس‌های اکسیرینکوس که بخش اعظمی از پاپیروس موجود عهد جدید را تشکیل می‌دهند- پاپیروس‌های بادمر که شامل بخش‌های مهمی از انجیل یوحنا، انجیل لوقا، انجیل متی، اعمال رسولان، ۲ رساله پطرس، ۳ رسالهٔ یوحنا، و رسالات یعقوب و یهودا می‌باشند- و پاپیروس‌های چستربیتی از مهم‌ترین اکتشافات کتاب مقدس پس از نسخه سینائیه- می‌باشند.
دست نوشته‌های باستانی عهد جدید را براساس نوع متن به سه دسته غربی، الکساندری و بیزانسی تقسیم‌بندی می‌کنند. این دست نوشته‌ها عمده دست نوشته‌های عهد جدید را تشکیل می‌دهند. همچنین در برخی زبان‌ها نسخه‌های دیگری وجود دارند که از مهم‌ترین آن‌ها می‌توان به نسخه‌های زبان سریانی (شامل پشتیا و دیاتسارون) و زبان‌های دگئز و لاتین (وتوس لاتینا ووگلات).
اولین دست نوشته کامل کتاب مقدس کدکس آمیاتینوس نام دارد که نسخه وگلات لاتین است که در سده هشتم در انگلستان و در کلیسای ویرموث – جارو تهیه شده‌است. اولین نسخه چاپی عهد جدید به زبان یونانی در سال ۱۵۱۶ درنشر یوهان فربن به چاپ رسیده‌است این نسخه براساس اطلاعات جمع‌آوری شده از نوشته‌های یونانی جدید نوشته‌های امپراتوری بیزانس (توسط اراسموس) آماده شده‌است و در کنار آن بخش‌هایی از ولگات (که درکتاب یونانی وجود نداشت نیز ترجمه شده‌است. اراسموس چهار ویرایش بعدی این کتاب را نیز منتشر نمود.
اراسموس یک کاتولیک رومی بود اما علاقه خاصی به یونانی بیزانس داشت و همین علاقه وی به یونانی و بی رغبتی نسبت به ولگات لاتین باعث شد که برخی از کاهنان کلیسا نسبت به دیدگاه‌های وی واکنش نشان دهند.
اولین نسخه انتقادی توسط رابرت استین در سال ۱۵۵۰ در پاریس چاپ شد. نوع متن به کار رفته در این نسخه و همچنین نسخه اراسموس را “Textus Receptus” (معادل لاتین «متن دریافتی») می‌نامند که این لقب در نسخه الزویر سال ۱۶۳۳ به آن داده شده بود که هدف اصلی را جمله “nun cab omnibus receptum “ («حالا همه آن را دریافت کردند») معرفی کرد بر این اساس کلیساهای اصلاح طلبان پروتستان ترجمه‌هایشان را به زبان‌های محلی انجام می‌دادند مانند نسخه پادشاه جیمز کتاب مقدس.
با کشف دست نوشته‌های قدیمی تر مانند سینائیه و واتیکانیه پژوهندگان دیدگاه خود را راجع به متن تغییر دادند. نسخه انتقادی کارل لیخمان در سال ۱۸۳۱ که برپایه دست نوشته‌های مربوط به سده چهارم و پیش از آن تهیه شده بود نشان می‌داد که در نهایت متن دریافتی می‌بایست بر پایه متون قدیمی تر اصلاح شود. نسخه‌های انتقادی جدیدتر براساس پژوهش دانشگاهی و کشف قطعات پاپیروس آماده شدند که حتی برخی از آن‌ها به اوایل عهد جدید برمی‌گشتند برهمین اساس ترجمه‌های جدیدی از ترجمه‌های قدیمی‌تر ارائه شد و در آن‌ها اصلاحاتی صورت گرفت اما هنوز هم عده‌ای متن دریافتی یا متن اصلی بیزانسی را ترجیح می‌دهند.

## تقدیس انجیل
شرع عهد عتیق در ترجمه یونانی هفتادگانی و مجموعه متن‌های آن وارد مسیحیت شد. در فاصله میان سال‌های ۲۰۰ پیش از میلاد و سال ۱۰۰ میلادی شرع یهودیان در حال شکل‌گیری بود و بحث‌های داغی در مورد آن صورت می‌گرفت. مشخص نیست که در چه زمانی در مورد شرع یهود تصمیم‌گیری شده‌است اما به‌طور واضح در نهایت شرع یهود تعدادی از کتاب‌های هفتادگانی را از آئین خود حذف کرد. این عمل به صورت مستقل از مسیحیت صورت گرفت و مسیحیان شروع هفتادگانی را برگزیدند.
مسیحیت علاوه بر هفتادگانی، به متن‌های دیگری هم رجوع کرد و سرانجام عهد جدید را شکل داد و فهرست‌های گوناگونی از کتب برگزیده معرفی شد. در سده چهارم شورای کلیساها فهرستی شامل ۲۷ کتاب شرع را ارائه داد که در نهایت عهد جدید را شکل داد و امروزه هم از همین کتاب‌ها استفاده می‌شود. همچنین جرومی نسخه لاتین کتاب مقدس (به ولگات مراجعه کنید) را معرفی کرد که مشروعیت آن با توجه به اصرار پاپ همانند مشروعیت کتاب‌های معرفی شده توسط شورای کلیسابود؛ بنابراین طی این روند عهد جدید شکل گرفت اما هنوز هم می‌توان به فهرست متعددی از کتب اشاره کرد که پس از آن ارائه شده‌اند. برای نمونه فهرست مشخص در فاصله سال‌های ۱۵۴۵ تا ۱۵۶۳ از طرف شورای ترنت ارائه شد.
در طی دوران اصلاحات پروتستان برخی اصلاح طلبان فهرست‌هایی ارائه دادند که هنوز هم مورد استفاده قرار می‌گیرند. بدون هیچ جدایی فهرست عهد جدید بدون تغییر باقی‌ماند اما متون عهد عتیق که در هفتادگانی قرار داشتند اما درشرع یهود نبودند اعتبار خود را از دست داد. بالاخره بعدها این کتب از شرع اغلب پروتستان‌ها خارج شدند. هنوز در مجامع کاتولیک این کتاب‌ها به عنوان کتب تثنیه مقدس معروف هستند اما در مجامع پروتستان نام آن‌ها اسفار مشکوک؛ اصطلاحی که به همه متون حذف شده از شرع مقدس گفته می‌شود.
امروزه عهد قدیم پروتستان دارای ۳۹ کتاب است که به علت تفاوت تقسیم‌بندی این تعداد با تعداد کتاب‌های تنخ یکسان نیست؛ کلیسای کاتولیک روم ۴۶ کتاب را به عنوان عهد قدیم مقدس می‌شناسد. اصطلاح «متون مقدس عبری» معادل عهد قدیم پروتستان‌ها است و نه عهد قدیم کاتولیک‌ها چرا که عهد قدیم کاتولیک‌ها حاوی متون مقدس عبری و متون اضافی دیگری است. هم پروتستان‌ها و هم کاتولیک‌ها دارای شرع عهد جدید با ۲۷ کتاب هستند.

## معرفی فصل‌ها و آیه‌ها
برای سنت متنی یهودی به تنخ رجوع کنید.
متن مَسوره‌ای عبری دارای پایان آیه به عنوان یک ویژگی مهم است. طبق سنت تلمودی پایان‌های آیات دارای منشأ باستانی هستند. در متون مسوره‌ای پایان هر قسمت نیز با یک فاصله («قسمت بسته») یا رفتن به خط بعدی («قسمت باز») مشخص می‌شود که «پاراشیوت» نام دارد. تقسیم متن موجود در «پاراشیوت» معمولاً به صورت موضوعی است. «پاراشیوت‌ها» شماره‌گذاری نشده‌اند.
در دست‌نوشته‌های اولیه (از همه مهم‌تر در دست نوشته‌های تیبریان مسوره‌ای مانند نسخه قدیمی حلب قسمت «باز» ممکن است با یک خط خالی ویک قسمت «بسته» با رفتن به خط بعدی یا کمی تورفتگی نیز نمایش داده می‌شود (خط قبلی نیز ممکن است کامل نباشد). قرار داد آخر دیگر در طومارهای تورات و کتاب‌های مقدس عبری چاپی به کار گرفته نمی‌شود. در این سامانه قاعده‌ای که قسمت‌های «باز» و «بسته» را متمایز می‌سازد. این است که قسمت‌های «باز» باید «همواره» در ابتدای یک خط جدید آغاز گردند، درحالیکه قسمت‌های «بسته» «هرگز» در ابتدای یک خط جدید آغاز نمی‌شوند.
یک ویژگی دیگر مرتبط با متون مسوره‌ای تقسیم‌بندی «سداریم» است. این تقسیم‌بندی موضوعی نیست اما تقریباً به‌طور کامل بر اساس «کمیت» متن انجام می‌شود. بیزانسی‌ها همچنین نوعی از تقسیم‌بندی فصل را به نام «کفالایا» معرفی کردند. این تقسیم‌بندی با فصول فعلی مطابقت ندارد. تقسیم‌بندی فعلی کتاب مقدس به فصول و شماره‌های آیات موجود در فصل‌ها بر هیچ متن باستانی استوار نیست بلکه ابتکار مسیحیان سده‌های میانه می‌باشد. همچنین بسیاری از یهودیان نیز از آن به عنوان مرجع فنی متون عبری استفاده نمودند. این مراجع فنی در دوره تاریخی مناظره‌های اجباری خاخام‌ها با کشیش‌های مسیحی (که از شماره فصل و آیه استفاده می‌کردند) به ویژه در پایان‌های سده‌های میانه در اسپانیا برای خاخام‌ها اهمیت زیادی پیدا کردند. تقسیم‌بندی فصل‌ها برای اولین بار توسط یهودیان در یک دست نوشته در سال ۱۳۳۰ و دریک ویرایش چاپی در سال ۱۵۱۶ مورد استفاده قرار گرفت اما نسل بعدی یهودیان در بیشتر ویرایش‌های کتاب مقدس عبری کامل تلاش نظام مندی انجام دادند تا شماره‌های فصل‌ها و آیه‌ها را در حاشیه متن بنویسند.
تقسیم‌بندی کتاب مقدس به فصل‌ها و آیه‌ها اغلب موجب انتقاد شدید از سوی دین‌پژوهان گوناگون سنت‌گرا و نوین شده‌است. منتقدان بر این باورند که بخش‌بندی متن به فصل‌های مختلف اغلب به صورت بی ربط و در نقاطی انجام می‌شود که از نظر روانی گفتار نامناسب است، بافت معنایی متن را از بین می‌برد و در عمل کتاب مقدس را تبدیل به توده‌ای از نقل قول‌های مذهبی می‌کند. به هر ترتیب تقسیم‌بندی فصل‌ها و شماره آیات به عنوان مرجع فنی مطالعات کتاب مقدس به جزء ناگسستنی آن تبدیل شده‌است. استفان لانگتون به عنوان اولین کسی که در سال ۱۲۰۵ تقسیم‌بندی‌های فصول را در نسخه ولگات قرار داد مشهور است این تقسیمات سپس در سده ۱۴۰۰ در دست نوشته های یونانی عهد جدید درج شدند. رابرت اشتاین (رابرت استفانوس) اولین کسی بود که شماره‌های آیات را در هر فصل قرار داد؛ این شماره‌ها در سال‌های ۱۵۶۵ (عهد جدید) و ۱۵۷۱ (کتاب مقدس عبری) وارد نسخه چاپی شدند.

## دفاع از کتاب‌های عهدین
مدافعان مسیحی از تمامیت کتاب عهدین و بعضاً از نظریه بی خطایی کتاب عهدین دفاع می‌کنند. برنارد رم متفکر مسیحی اغلب به خاطر نوشتن عبارت زیر درکتاب خود به نام «مدارک مسیحی پروتستان» مسیحیان محافظه کار نامیده می‌شود:
"یهودیان چنان ازآن نگهداری کردند که هیچ دستنوشته دیگری تاکنون این‌گونه محافظت نشده بود. آن‌ها با مسوره خود نشانه‌های هر حرف، هجا، کلمه و پاراگراف را حفظ کردند. آنان مردان خاصی داشتند که تنها وظیفه آن‌ها حفظ این اسناد با امانتداری کامل بود - کتاب، وکلا، مسوره‌ها.
در مورد عهد جدید تقریباً ۱۳۰۰۰ دست نوشته کامل و ناقص به زبان یونانی /یونانی و زبان‌های دیگر وجود دارد که از دوران باستان کلاسیک /باستان به جا مانده‌اند.
بیش هزار بار ناقوس مرگ کتاب مقدس به صدا درآمده‌است صفوف تشییع جنازه آن شکل گرفته‌اند، سنگ نوشته سنگ قبر آن حکاکی شده‌است و وداع کرده‌است. اما جسد همیشه زیر خاک نمی‌ماند. هیچ کتاب دیگری مانند کتاب عهدین تاکنون این‌گونه مورد تاخت و تاز قرار نگرفته‌است به کدام کتاب فلسفی یا مذهبی یا روانشناختی زمان‌های کلاسیک یا امروزی چنین حمله شده‌است؟ با چنین ستیز و شبهه‌هایی؟ با چنین کمال و دانشی؟ در مورد هر فصل خط و عقیده ای ؟
هنوز میلیون‌ها نفر کتاب مقدس را دوست دارند، می‌خوانند و مطالعه می‌نمایند.

## انتقاد به کتاب عهدین
" مقالات اصلی: انتقاد از کتاب مقدس نقدی بر کتاب مقدس
دین شناسان و روحانیون (به ویژه ابراهیم ابن عزیز و الکساندر گیبسون) به تناقض‌های آشکار متن کتاب مقدس پرداخته‌اند. اسپینوزا از مطالعه این ناسازه‌ها نتیجه‌گیری می‌کند که تورات نمی‌تواند یک نویسنده داشته باشد و در نتیجه خدا و موسی تورات را ننوشته‌اند. در سده ۱۹ منتقدانی مانند هرمان گونکل و جولیوس ولهاوسن اظهار کردند که کتاب‌های مقدس مختلف توسط نویسندگان مفروض نوشته نشده‌است بلکه توسط مجموعه‌ای نامتجانس از نویسندگان در یک دوره طولانی نوشته شده‌است. گرچه باستان‌شناسی کتاب عهدین وجود برخی از افراد، مکان‌ها و رویدادهای ذکر شده درکتاب عهدین را تأیید می‌کند بسیاری از اندیشوران منتقد عقیده دارند که کتاب عهدین نباید به صورت یک سند تاریخی دقیق خوانده شود بلکه در عوض باید به صورت یک اثر ادبی و دینی که اغلب به رویدادهای تاریخی مربوط است؛ و اغلب به اسطوره‌شناسی غیر عبری قرابت دارد؛ مورد مطالعه قرار گیرد. این منتقدان معتقدند که کتاب عهدین بیشتر نشان دهنده مسایل مربوط به زندگی و عصر باورمندان است. تصمیم دربارهٔ ارتباط یا عدم ارتباط عقاید این نویسندگان به جامعه معاصر به روحانیون و طرفداران مذاهب امروزی واگذار می‌شود.
در صفحۀ «الهیات دفاعی» سعی شده به برخی از انتقادات محتوایی از کتاب مقدس (عهدقدیم و عهدجدید) پرداخته شود.

### ترجمه‌ها و انجمن‌های انجیل
- جامعه بین‌المللی انجیل بایگانی‌شده  در ۲۴ ژوئیه ۲۰۰۹ توسط Wayback Machine
- مرکز جهانی ترجمه انجیل
- مترجمان انجیل ویکلیف

### متون انجیل

#### فارسی

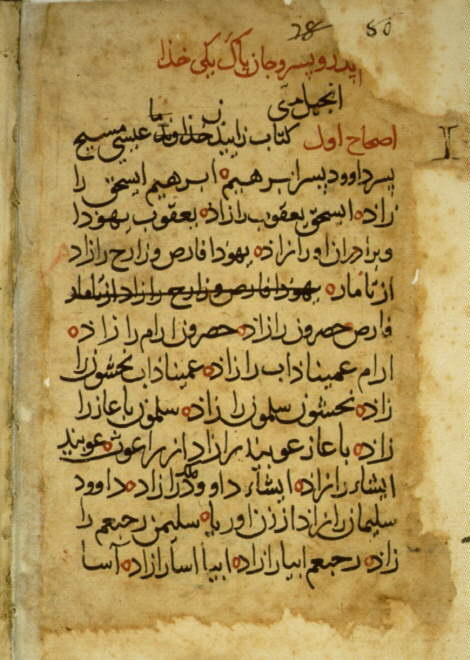
برگی از انجیل (اولین آیات انجیل متی) به خط نسخ فارسی متعلق به سده چهاردهم میلادی که یکی از قدیمی‌ترین نسخه‌های خطی کتاب مقدس به زبان فارسی است و نخستین نسخه خطی فارسی می‌باشد که به کتابخانه واتیکان راه یافته‌است. این برگ با کلمات «[به نام] پدر و پسر و جان پاک یکی خدا» آغاز می‌شود.

متن کامل کتاب مقدس (ترجمهٔ قدیمی و تفسیری فارسی)
- مرکز پژوهش‌های مسیحی بایگانی‌شده  در ۳۰ اوت ۲۰۰۷ توسط Wayback Machine
- برنامه رایانه‌ای که تمام متن ترجمه قدیمی را برای مطالعه تهیه کرده‌است. لطفاً پس از نصب برنامه اصلی فایل متن ترجمه فارسی را نسب کنید که در زیر تیتر Persian می‌باشد.

##### عهد جدید
- ترجمهٔ هزارهٔ نو: کلمه دات‌کام بایگانی‌شده  در ۲۸ اوت ۲۰۰۷ توسط Wayback Machine

#### عبری
- انجیل عبری – انگلیسی (JPS ترجمه ۱۹۱۷ شامل فایل‌های صوتی عبری)
- انجیل عبری – انگلیسی
- عهد عتیق در عبری

#### یونانی
- پیوندهای بیرونی مربوط به هفادگانی و عهد جدید را مطالعه کنید.

#### لاتین
- SacredBible.org - ترجمه ولگات لاتین انجیل]
- (۴۰۵ پس از میلاد ) "Jerome " ولگات لاتین

#### انگلیسی
- AudioBible.com –

##### نسخه صوتی ویرایش پادشاه جیمز
- English Standard Version —

##### مربوط به سایت Good News نسخه انگلیسی استاندارد
- نسخه پادشاه جیمز — مربوط به مایکروسافت ویندوز
- نسخه پادشاه جیمز به همراه دیکشنری
- نسخه پادشاه جیمز
- ویرایش جدید نسخه استاندارد
- انجیل انگلیسی جهانی

### غیره
شامل ترجمه‌های انجیل به زبان‌های مختلف، دانلود نرم‌افزار Bible به صورت رایگان، ترجمه کلمه به کلمه انجیل مسیحیت از متن عبری اصلی و یونانی کوئین، منابع عهد جدید آرامی، انجیل آلبانیایی، انجیل ارمنی غربی و شرقی:
- نرم‌افزار Sword شامل اصل ترجمه انگلیسی شاه جیمز با ارتباط با متن عبری و یونانی، دیکشنری عبری به انگلیسی و یونانی به انگلیسی استرانگ
- متن کامل ترجمه فارسی قدیم، ترجمه تفسیری، ترجمه عصر جدید و نقشه‌های کتاب مقدس به همراه عهد قدیم عبری و عهد جدید آرامی(سریانی) برای نرم‌افزار Sword

- Bible Gateway
- TheFreeBible.com بایگانی‌شده  در ۹ اکتبر ۲۰۱۶ توسط Wayback Machine
- Interlinear (word-by-word) translation of the Christian Bible from the original Hebrew and Koine Greek
- Aramaic New Testament resources
- Albanian Bible
- Eastern and Western Armenian Bible
- Bulgarian Bible
- Cebuano Bible
- Chinese Union (Big 5) Bible
- Chinese Union (GB Encoding) Bible
- J. N. Darby Version (1890)
- Douay Rheims Bible
- Nederlands StatenVertalings 1715 Bijbel
- Bible - Louis Segond de 1910
- Gaelic (Manx) Bible
- Gaelic (Scots) Bible
- Elberfelder Bibel
- Haitian Creole Bible
- Hungarian Bible
- Korean Bible
- Latvian New Testament Bible
- Maori Bible
- Modern Greek Bible
- Rumanian Bible
- Russian Bible
- Spanish Bible PDT version
- La Biblia Reina Valera
- Swahili New Testament Bible
- Swedish Bible 1917
- Tagalog (John and James) Bible
- King James Version Thai Bible
- Ukrainian Bible
- Uma New Testament Bible
- Vietnamese Bible (VNI-Times Encoding)
- Vietnamese Bible (UTF-8 Encoding)
- Noah Webster Version (1833)
- Weymouth New Testament

### تفاسیر
- تاریخ انجیلی، مرکز منابع تاریخی یهودیان – پروژه مرکز دنیور در مورد تحقیق راجع به تاریخ یهودیت – دانشگاه عبری اورشلیم
- ترجمه عبری انجیل در اینترنت - شامل تفاسیر تنخ وراشی
- خواندن و درک انجیل[پیوند مرده]
- مخزن پاسخ‌های انجیل
- نکات جالب در مطالعه انجیل
- تشکیک در حاشیه‌های انجیل

### تحلیل
- مراجع موضوعی
- دائرةالمعارف و دیکشنری‌های انجیل

### روش‌های تفسیر
- یادگیری نحوه تفسیر دقیق متن مقدس به صورت خودآموز
- آموزش کامپیوترهای تعاملی، "تقسیم صحیح کلمات "
- روش‌هایی برای مطالعه کتاب مقدس